# Eleccions municipals de Barcelona
Des de l'establiment del règim constitucional de 1978, a Barcelona es venen donant unes eleccions municipals, en concret, cada quatre anys, des de les primeres del 1979. Tot i que abans de la Guerra Civil s'havien convocat eleccions, aquí es recullen els comicis des del primer de la instauració de la democràcia. A causa de les petites diferències en el nombre de vots que es produeix entre unes fonts o altres, l'article es basa en les dades electorals del Ministeri de l'Interior, si no s'indica el contrari.

## 1979
| Candidatura | Candidatura                                             | Cap de llista             | Vots    | Regidors | % vots |
| ----------- | ------------------------------------------------------- | ------------------------- | ------- | -------- | ------ |
|             | Partit dels Socialistes de Catalunya                    | Narcís Serra              | 272.512 | 16       | 34,05% |
|             | Partit Socialista Unificat de Catalunya                 | Josep Miquel Abad         | 151.288 | 9        | 18,9%  |
|             | Convergència i Unió                                     | Xavier Millet             | 148,806 | 8        | 18,6%  |
|             | Centristes de Catalunya-Unió de Centre Democràtic       | Carles Güell de Sentmenat | 133.885 | 8        | 16,7%  |
|             | Esquerra Republicana de Catalunya-Front Nacional Català | Joan Hortalà              | 41.845  | 2        | 5,2%   |
|             | Altres                                                  |                           | 45.142  | -        | 5,63%  |
|             | En blanc                                                |                           | 2.547   | -        | 0,32%  |
|             | Nuls                                                    |                           | 2.991   | -        | 0,37%  |
| Total       | Total                                                   | 803.419                   | 803.419 | 43       | 54,27% |

## 1983
| Candidatura | Candidatura                             | Cap de llista     | Vots    | Regidors | % vots |
| ----------- | --------------------------------------- | ----------------- | ------- | -------- | ------ |
|             | Partit dels Socialistes de Catalunya    | Pasqual Maragall  | 412.991 | 21 (5)   | 45,8%  |
|             | Convergència i Unió                     | Ramon Trias       | 246.780 | 13 (5)   | 27,4%  |
|             | Coalició Popular                        | Alexandre Pedrós  | 117.052 | 6 (6)    | 13%    |
|             | Partit Socialista Unificat de Catalunya | Jordi Solé i Tura | 62.421  | 3 (6)    | 6,9%   |
|             | Altres                                  |                   | 58.553  | -        | 6,49%  |
|             | En blanc                                |                   | 3.857   | -        | 0,4%   |
|             | Nuls                                    |                   | 15.076  | -        | 1,6%   |
| Total       | Total                                   | 916.684           | 916.684 | 43       | 67,42% |

## 1987
| Candidatura | Candidatura                          | Cap de llista       | Vots    | Regidors | % vots |
| ----------- | ------------------------------------ | ------------------- | ------- | -------- | ------ |
|             | Partit dels Socialistes de Catalunya | Pasqual Maragall    | 400.280 | 21 (=)   | 43,6%  |
|             | Convergència i Unió                  | Josep Maria Cullell | 325.463 | 17 (4)   | 35,5%  |
|             | Aliança Popular                      | Enrique Lacalle     | 69.419  | 3 (3)    | 7,6%   |
|             | Iniciativa per Catalunya             | Eulàlia Vintró      | 47.406  | 2 (1)    | 5,2%   |
|             | Altres                               |                     | 68.430  | -        | 7,46%  |
|             | En blanc                             |                     | 6.879   | -        | 0,75%  |
|             | Nuls                                 |                     | 7.159   | -        | 0,77%  |
| Total       | Total                                | 925.036             | 925.036 | 43       | 68,93% |

## 1991
| Candidatura | Candidatura                          | Cap de llista       | Vots    | Regidors | % vots |
| ----------- | ------------------------------------ | ------------------- | ------- | -------- | ------ |
|             | Partit dels Socialistes de Catalunya | Pasqual Maragall    | 328.282 | 20 (1)   | 42,9%  |
|             | Convergència i Unió                  | Josep Maria Cullell | 260.344 | 16 (1)   | 34,1%  |
|             | Partit Popular                       | Enrique Lacalle     | 74.804  | 4 (1)    | 9,8%   |
|             | Iniciativa per Catalunya             | Eulàlia Vintró      | 49.034  | 3 (1)    | 6,4%   |
|             | Altres                               |                     | 44.900  | -        | 5,88%  |
|             | En blanc                             |                     | 6.979   | -        | 0,92%  |
|             | Nuls                                 |                     | 2.177   | -        | 0,30%  |
| Total       | Total                                | 766.520             | 766.520 | 43       | 55,50% |

## 1995
| Candidatura | Candidatura                          | Cap de llista    | Vots    | Regidors | % vots |
| ----------- | ------------------------------------ | ---------------- | ------- | -------- | ------ |
|             | Partit dels Socialistes de Catalunya | Pasqual Maragall | 347.083 | 16 (4)   | 38,4%  |
|             | Convergència i Unió                  | Miquel Roca      | 276.276 | 13 (3)   | 30,6%  |
|             | Partit Popular                       | Enrique Lacalle  | 150.284 | 7 (3)    | 16,6%  |
|             | Iniciativa per Catalunya-Els Verds   | Eulàlia Vintró   | 68.813  | 3 (=)    | 7,6%   |
|             | Esquerra Republicana de Catalunya    | Pilar Rahola     | 46.272  | 2 (2)    | 5,1%   |
|             | Altres                               |                  | 7.032   | -        | 0,78%  |
|             | En blanc                             |                  | 8.263   | -        | 0,91%  |
|             | Nuls                                 |                  | 2.015   | -        | 0,22%  |
| Total       | Total                                | 906.038          | 906.038 | 43       | 66,22% |

## 1999
| Candidatura | Candidatura                                                 | Cap de llista    | Vots    | Regidors | % vots |
| ----------- | ----------------------------------------------------------- | ---------------- | ------- | -------- | ------ |
|             | Partit dels Socialistes de Catalunya-Progrés Municipal      | Joan Clos        | 313.623 | 20 (4)   | 45,2%  |
|             | Convergència i Unió                                         | Joaquim Molins   | 150.518 | 10 (3)   | 21,7%  |
|             | Partit Popular                                              | Santiago Fisas   | 103.177 | 6 (1)    | 14,9%  |
|             | Esquerra Republicana de Catalunya-Els Verds-Acord Municipal | Jordi Portabella | 45.278  | 3 (1)    | 6,5%   |
|             | Iniciativa per Catalunya-Verds-Entesa pel Progrés Municipal | Imma Mayol       | 43.999  | 2 (1)    | 6,34%  |
|             | Altres                                                      |                  | 24.331  | -        | 3,49%  |
|             | En blanc                                                    |                  | 13.130  | -        | 1,89%  |
|             | Nuls                                                        |                  | 3.035   | -        | 0,44%  |
| Total       | Total                                                       | 697.091          | 697.091 | 43       | 51,53% |

## 2003
| Candidatura | Candidatura                                                  | Cap de llista          | Vots    | Regidors | % vots |
| ----------- | ------------------------------------------------------------ | ---------------------- | ------- | -------- | ------ |
|             | Partit dels Socialistes de Catalunya-Progrés Municipal       | Joan Clos              | 254.223 | 15 (5)   | 33,6%  |
|             | Convergència i Unió                                          | Xavier Trias           | 162.010 | 9 (1)    | 21,4%  |
|             | Partit Popular                                               | Alberto Fernández Díaz | 121.991 | 7 (1)    | 16,1%  |
|             | Esquerra Republicana de Catalunya-Acord Municipal            | Jordi Portabella       | 96.868  | 5 (2)    | 12,8%  |
|             | Iniciativa-Esquerra Alternativa-Entesa pel Progrés Municipal | Imma Mayol             | 91.286  | 5 (3)    | 12,1%  |
|             | Altres                                                       |                        | 17.510  | -        | 2,31%  |
|             | En blanc                                                     |                        | 12.679  | -        | 1,68%  |
|             | Nuls                                                         |                        | 2.630   | -        | 0,35%  |
| Total       | Total                                                        | 759.197                | 759.197 | 43       | 59,24% |

## 2007
| Candidatura | Candidatura                                                          | Cap de llista          | Vots    | Regidors | % vots |
| ----------- | -------------------------------------------------------------------- | ---------------------- | ------- | -------- | ------ |
|             | Partit dels Socialistes de Catalunya-Progrés Municipal               | Jordi Hereu            | 182.216 | 14 (1)   | 29,9%  |
|             | Convergència i Unió                                                  | Xavier Trias           | 155.101 | 12 (3)   | 25,5%  |
|             | Partit Popular                                                       | Alberto Fernández Díaz | 95.083  | 7 (=)    | 15,6%  |
|             | Iniciativa-Esquerra Unida i Alternativa-Entesa pel Progrés Municipal | Imma Mayol             | 56.953  | 4 (1)    | 9,3%   |
|             | Esquerra Republicana de Catalunya-Acord Municipal                    | Jordi Portabella       | 53.707  | 4 (1)    | 8,8%   |
|             | Altres                                                               |                        | 41.246  | -        | 6,77%  |
|             | En blanc                                                             |                        | 25.002  | -        | 4,10%  |
|             | Nuls                                                                 |                        | 3.201   | -        | 0,52%  |
| Total       | Total                                                                | 612.509                | 612.509 | 43       | 49,62% |

## 2011
| Candidatura | Candidatura                                                                                             | Cap de llista          | Vots    | Regidors | % vots |
| ----------- | --- | ---------------------- | ------- | -------- | ------ |
|             | Convergència i Unió                                                                                     | Xavier Trias           | 174.122 | 15 (3)   | 28,7%  |
|             | Partit dels Socialistes de Catalunya-Progrés Municipal                                                  | Jordi Hereu            | 134.193 | 11 (3)   | 22,1%  |
|             | Partit Popular                                                                                          | Alberto Fernández Díaz | 104.475 | 8 (1)    | 17,2%  |
|             | Iniciativa-Esquerra Unida i Alternativa-Entesa pel Progrés Municipal                                    | Ricard Gomà            | 62.979  | 5 (1)    | 10,4%  |
|             | Unitat per Barcelona-Esquerra Republicana de Catalunya-Reagrupament-Democràcia Catalana-Acord Municipal | Jordi Portabella       | 33.900  | 2 (2)    | 5,6%   |
|             | Altres                                                                                                  |                        | 69.270  | -        | 11,4%  |
|             | En blanc                                                                                                |                        | 27.093  | -        | 4,5%   |
|             | Nuls |                        | 10.719  | -        | 1,7%   |
| Total       | Total                                                                                                   | 616.537                | 616.537 | 43       | 52,99% |